# 전장터
전쟁터는 지상전이 수반되는 현재 또는 역사적인 전투의 장소다. 전투에는 넓은 지리적 지역을 장악하는 병력이 포함될 수 있지만, 일반적으로 반대 세력 간의 접촉 지점으로 한정된다. 비록 이 용어는 전투가 일반적으로 평탄한 땅인 들판에서 행해진다는 것을 의미하지만, 전투가 벌어지는 어떤 종류의 지형에도 적용된다. 이 용어는 법적인 의미를 가질 수 있으며, 전쟁터는 상당한 역사적, 문화적 가치를 가지고 있다. 전쟁터는 "이상과 충성심을 시험하는 장소"로 묘사되어 왔다. 다양한 행위와 조약은 특정한 호전적 행위를 식별된 전쟁터로 제한한다. 다른 법적 제도들은 특정한 전쟁터의 보존을 역사적 중요성을 지닌 장소로 장려한다. 현대 군사 이론과 교리는, 전장의 기술적 진보와 함께, 전장에 대한 이해를 지형에 의해 정의된 것에서, 전투의 수행에 영향을 미치는 모든 요소들에 대한 보다 다면적인 인식으로 진화시켰고, 전투 공간으로 개념화되었다.

## 전쟁터 선택
어느 쪽도 그 만남을 예상하지 못한 상태에서 적대 세력 간의 만남이 일어난다면, 특정 장소에서 전투가 발생하는 것은 전적으로 우연한 일이 될 수 있다. 그러나 일반적으로는 쌍방의 합의나 보다 일반적으로는 한 쪽의 지휘관이 공격을 예상할 경우 공격에 유리한 지형에 대한 공격을 개시하거나 방어에 유리한 지상에 병력을 배치하려는 경우에 의도적으로 위치를 선택한다.

### 합의된 전쟁터
비록 많은 전장이 군사 작전 과정에서 발생하지만, 공식적인 협약은 전장의 성격과 장소를 정했다. 인류학 연구에 기초하여, 사상자를 최소화하기 위한 규칙에 묶인 전통적 "전투장"에서의 전투와 관련된 의례전쟁이 초기 사회들 사이에서 흔했을 수도 있다는 주장이 제기되었다. 유럽 중세에, 격전지의 공식적인 사전 정렬이 때때로 일어났다. 바이킹들은 "위험한 들판"이라는 개념을 가지고 있었는데, 그 곳에서 합의된 장소는 전투 전에 개암나무로 된 봉으로 표시되어 있었다.
특정한 날짜와 날짜에 서로 만나도록 군대에 의한 공식적인 준비는 서구 중세 전쟁의 특징이었으며, 종종 포위전의 관례와 관련이 있었다. 이 배열은 journée.로 알려져 있었다. 관례적으로, 전쟁터는 한쪽을 크게 이기지 않고 공정한 것으로 여겨져야 했다. 전투가 어디서 일어나야 하는지에 대한 준비가 매우 구체적일 수 있다. 예를 들어, 1434년 그랜시 포위전에서, 군대는 "두 그루의 나무가 있는 센테노르주 쪽으로 오른쪽에 있는 귀오트 리고인의 집 위쪽에 있는 장소"에서 만나기로 합의했다.
전투에서는, 비록 전장이 공식적으로 합의된 것은 아니지만, 어느 쪽도 전투에 참여하기보다는 철수를 선택할 수 있다. 따라서 전투의 발생은 일반적으로 전쟁터나 다른 상황들이 그들 쪽에 유리하다는 양측의 믿음을 반영한다.

### 지형과 전쟁터의 선택
일부 위치는 특정 기능을 위해 선택되며, 한 쪽 또는 다른 쪽에 유리하다. 1820년대에 나폴레옹 보나파르트의 그란데 아르메의 조셉 로기아트 장군은 좋은 전쟁터를 만드는 많은 상황들을 길게 이야기했다. 그는 전장을 공격에 유리한 것과 방어에 유리한 것 둘로 나누었고, 한 쪽이 다른 쪽보다 득이 클수록 지위가 강하다고 주장했다. 그는 계속해서 전선으로의 쉬운 병력의 이동과 전선으로의 병력 분배 또한 중요하다고 말했는데, 이는 필요에 따라 지지와 강화를 가능하게 했기 때문이다. 그는 고지를 적군을 관찰하고 우군을 은폐하기 위한 수단으로 언급하고 있다. 공중 정찰, 향상된 통신(야전 전화와 라디오), 간접 사격에 의해 완화되었지만, 그것은 여전히 중요하다. (예를 들어, 제2차 세계 대전 당시 탱크의 "해체" 사격 위치는 원했던 것이다.)
로기아트는 또한 대포의 화재에 대한 노출과 관련하여 커버에 대해 논의하였다. 초기에는 고대부터 1400년대까지 슬링거(고대 그리스 로마시대)나 궁수(웨일스 장궁병이나 몽골 말 궁수 등)에 대한 것이었을 것이다.
로기아트는 "불익한 전투 분야"를 다음과 같이 설명한다.
대포와 머스킷총 안에서 높은 곳에서 보고 명령하는 모든 종류의 습지, 강, 협곡, 그리고 방패들로 둘러싸여 있다. 적은 기둥에서도 힘겹게 그 위를 나아간다. 그는 대회에 투입할 수 없고, 악을 악으로 갚을 수 없는 상태에서 발사체 소나기 아래서 고통을 겪게 된다.
그러나 이를 이상적인 수비 포지션이라고 할 수도 있다. 이어 그는 군대가 방어하는 지대가 유리하도록 배치하고, 적이 진격해야 하는 지대는 불리하게 배치해야 한다고 조언한다.
이 두 종류의 전투 분야를 결합한 지위는 그 상황과 그것을 덮고 있는 장애물에 의해 두 배로 강해진다. 그러나 만약 그것이 이러한 조건들 중 하나만 충족한다면, 방어하기 쉬운 것은 중단된다. 예를 들어, 어떤 포지션은 수비수들에게 잘 자리잡은 전투의 장을 제공하지만, 모든 포인트에 쉽게 접근할 수 있다는 것을 인정한다고 가정하자. 공격자들은 대회 배치에 아무런 장애물을 발견하지 못하고, 참을 수 있게 짧은 시간 안에 그것을 강요할 수 있을 것이다. 또 다른 지위가 공격자들에게 장애물과 방어물이 가득한 전투장을 제공하지만 동시에 후방에서 방어자들을 배치하기 위한 유리한 장소를 제공하지는 않는다고 가정하자. 이러한 지위는 공격자들에게 아무런 어려움 없이만 작용할 수 있으며, 공격자들 자신들 자신들과 싸울 수 밖에 없을 것이다. 득이 되다 일반적으로, 가장 좋은 포지션은, 측면은 접근하기 어려운 곳이고, 전방에서 공격과 방어에 유리한 완만한 경사가 있는 땅이다. 더 멀리, 선이 각각의 마을과 숲에 기울어지면, 군대는 거의 난공불락의 상태가 된다.
예를 들어 제1차 세계 대전 동안, T. E. 로렌스가 이끄는 아랍 반군 세력이 마을을 점령하기 위해 그곳을 성공적으로 건너기 전까지는, 아카바 뒤에 있는 안 나푸드는 감당하기 어려워 보였다. 제2차 세계 대전에서는 프리피아트 마쉬가 차량의 장애물이었고, 그 때문에 홍군은 특히 그곳에 기병대를 고용하는 데 성공했고, 북아프리카에서는 콰타라 대공황이 방어선의 '앵커'로 쓰였다.
어떤 장소는 난공불락이라는 믿음은 그것을 방어적인 위치로 선택하게 되지만, 안일함을 만들어낼 수도 있다. 서기 70년 유대인 반란 때 마사다는 난공불락이라고 생각되었다. 단호한 로마의 군사공학은 그렇지 않다는 것을 보여주었다. 제1차 세계 대전에서 아카바는 안전하다고 여겨졌다. 제2차 세계 대전 중 몬테 라 디펜사는 제1차 특별 서비스 부대에 의해 취약하다는 것이 밝혀졌다. (이후 세 가지 사례 모두 영화에서 사용될 것이다.)
장애물을 건너는 것은 여전히 문제로 남아 있다. 게티스버그에서 조지 피켓이 마주한 것과 같이 겉보기에는 탁 트인 들판조차도 올라가야 할 울타리에 의해 부서지고, 반면 그의 사단은 나무를 떠난 순간부터 끊임없이 불길에 노출되었다. 현대 전쟁터에서는 진격을 늦출 수 있는 장애물을 도입하는 것이 예술의 한 형태로 떠올랐다: 지뢰밭 외에도 대전차 도랑에서 철조망, 용 이빨, 즉흥적인 장치까지 모든 것이 동원되었다. 전장의 특성은 사용되는 전술에 영향을 미친다. 베트남에서는 무거운 정글이 매복하는 것을 선호한다.
역사적으로 군대는 때로는 평탄한 전장에 적합한 방법을 동원하여 훈련해 왔지만, 결국 전투로 끝날 것 같았던 지형을 위해서 훈련한 것은 아니다. 마르도니우스는 고대의 그리스인들을 위해 문제를 설명했는데, 그들의 팔랑어는 나무, 수구, 도랑, 또는 그것의 파일을 분해할 수 있는 다른 장애물이 없는 평평한 땅에서만 전투에 적합하지 않았다. 로마도 같은 선호를 가지고 있었다. 20세기까지 많은 군사조직은 산악(알핀 부대), 사막(LRDG 등), 정글(영국의 친디트와 후기 미국 특수부대 등)이나 스키와 같은 특정 지리적 지역에서 전투 훈련을 받은 전문부대를 보유하였다. 다른 것들은 항공기(항공 휴대용), 글라이더 또는 낙하산(공중식)에 의한 전달 훈련을 받았다. 헬리콥터의 개발 이후, 에어모빌 병력이 발달했다. 수륙 양용 공격의 증가, 그리고 그들의 특별한 위험과 문제들은 개구리맨 (그리고 후에 SeALs)의 발전을 이끌었다. 이들 전문 부대는 새로운 전투 분야를 개척하고, 공격과 방어 모두에 새로운 복잡성을 더했다: 아른헴이나 버마나 베트남에서처럼 전장이 공급 기지와 물리적으로 연결되지 않을 때, 전장의 지리는 전투가 어떻게 이루어지는지를 지시할 수 있을 뿐만 아니라, 어떤 무기로 전투가 이루어지는지를 지시할 수 있었다. 예를 들어, Arnhem에서는 두 가지 모두에서 실패가 있었고, 버마에서는 항공 공급으로 인해 Chindits가 그렇지 않았다면 불가능했을 일을 할 수 있었다. 군대는 일반적으로 가능하면 도시에서의 전투를 피하고, 현대 군대는 기동의 자유를 포기하는 것을 싫어한다. 그 결과 스탈린그라드나 오르토나와 같은 도시를 장악하기 위해 싸우도록 강요받았을 때 무기, 전술, 훈련은 환경에 적합하지 않다. 도시 전투는 아직 일어나지 않은 유일한 특기사항이다.

### 기술과 전쟁터의 선택
새로운 기술은 또한 전투가 벌어지는 장소에도 영향을 미친다. 병거의 채택은 보병만을 위한 것보다 평탄하고 개방된 전쟁터를 바람직하고 넓은 들판을 만들 뿐만 아니라 적과 더 빨리 교전할 수 있는 기회를 제공한다. 남북전쟁 동안, 철도 교통은 전신의 통신과 마찬가지로 전투가 어디서 어떻게 일어날지에 영향을 주었다. 이것은 1차 세계 대전에서 독일군의 프랑스 침공 실행의 주요 요인이었다. 독일군은 그들의 식량 수송 능력이 허락하는 한 철도 머리로부터 멀리 이동할 수 있었다. 그 야심찬 계획은 착수되기 전에 무산되었다. 캄브레이와 같은 단일 전투는 (이 경우) 탱크와 같은 새로운 기술의 시작에 따라 달라질 수 있다. 기술 간의 시너지는 전투가 일어나는 장소에도 영향을 미칠 수 있다. 공중정찰의 도착은 참호전의 발달로 인정받고 있으며, 탄약에 고폭약물과 포병에서의 유압반동 메커니즘의 결합은 항공기 관측에 추가되었고, 그 후속적인 확산을 필요하게 했으며, 1차 세계대전의 교착에 기여했다. 탱크와 항공기의 확산은 2차 세계대전에서 다시 역학을 바꾸었다. 제2차 세계대전의 버마와 베트남의 경우 모두 전투가 벌어진 곳에서 항공 공급이 중요한 역할을 했다. 아르넴이나 A 슈와 같은 몇몇은 항공기와 헬리콥터의 개발 없이는 전혀 일어나지 않았을 것이다. 그래서, 상륙함도 도입되었다. 해군의 사격 지원과 함께, 그들은 해변 상륙을 전투의 장소로 만들었다. 고대에는 상륙에 도전한다는 바로 그 아이디어는 전대미문의 것이었다. 베트남인들이 보다 정교한 상대에게 매복하는 것을 선호하는 것은 정교한 기술에 대한 접근성이 떨어지는 기능이었다. 기술이 변화한 만큼 지형은 여전히 무시할 수 없는데, 그것은 전쟁터에서의 이동뿐만 아니라, 그 사이를 오가는 이동에도 영향을 미치고, 물류도 중요하기 때문이다: 산업시대에는 전쟁터가 철도선이나 고속도로가 될 수도 있다.기술이 점점 정교해짐에 따라, 그 위에 있던 군대의 '꼬리'의 길이도 무시할 수 없다. 전방에 의존하고, 더 길어지고, 전투가 결정될 수 있는 장소의 수가 증가한다(즉각 접촉 지점).

### 법과 전쟁터
전쟁터의 개념은 전쟁의 법칙, 무력 사용에 대한 지리적 제한, 전쟁 포로와 그들에게 제공되는 대우, 적 재산의 압류, 국제법과 관습의 다양한 지점에서 발생한다. 재산의 압류에 관해서는, 옛날에는, 도망치는 적, 즉 무기, 갑옷, 장비, 식량, 보물 등에 의해 전쟁터에 남겨진 모든 것을 자유롭게 가져갈 수 있다는 것이 이해되었지만, 관습적으로, "부츠의 포획은 전쟁터에서 어느 정도 떨어진 곳에서 일어날 수 있다; 그것은 전장을 통과할 수도 있다. 전투 후 며칠 지나지 않아 투구된 전투가 전혀 없을 때 발생할 수 있다"고 말했다.

## 역사적 전쟁터

### 장소
고대 전투의 위치는 알 수 없다. 영국에서는 이 정보가 노르만 정복 시대부터 더욱 안정적으로 기록되어 왔다. 전투는 보통 마을 이름, 숲 이름, 강 이름 등 전장 지형의 일부 특징에서 따온 명칭으로, 흔히 '...의 전투'라고 붙지만, 그 명칭은 실제 행사의 위치를 잘 반영하지 못할 수도 있다. 문서 출처에서 전투를 기술하는 경우, "이러한 언급이 동시대적인 것인지 신뢰할 수 있는 것인지에 대해서는 신중하게 평가할 필요가 있다." 전장의 위치는 전투의 사건을 재현하기 위한 시도에 중요하다.
전쟁터는 어떤 서면이나 다른 설명처럼 관심과 해석, 이해를 요구하는 역사적 원천이다. 전투를 이해하려면 전장을 이해해야 한다.

### 전쟁터 보존
특정한 역사적 전투로부터 나온 많은 전쟁터들이 역사적 명소로 보존되어 있다.
전장의 학습 영역은 전투 이벤트와 관련된 모든 장소를 포함한다. 즉, 교전 전, 중, 후에 군대가 배치되고 기동된 곳; 그것은 역사적 현장을 최대한 묘사하는 것이며, 핵심 영역보다 전투의 전술적 맥락을 더 많이 제공한다. 전장의 핵심 영역은 학습 영역 내에 있으며, 전투 참여와 관련된 주요 행동 및 특징이 위치한 장소만 포함한다. 핵심 영역은 다른 것들 중에서 종종 "허용된 지면"으로 묘사되는 것을 포함한다.
전쟁터는 일반적으로 많은 수의 사망자가 있는 곳이다. 전투의 강도를 감안할 때 '전장은 묘비 없는 묘지'라는 관측을 낳게 하는 전장에서 쉽게 시신을 수습할 수 없을 수도 있다.

### 전쟁터 기념
전쟁터에서는 그곳에서 벌어진 전투에 대한 기념비를 마련할 수 있다. 이것들은 그 사건 자체나 전투 중에 쓰러진 사람들을 기념할 수도 있다. 이 관습은 오랜 역사를 가지고 있다. 고대 그리스인과 로마인들 사이에서는 처음에는 패배한 적에게서 빼앗긴 무기를 전투장에서 올리는 것이 보통이었다. 나중에 이 전리품들은 돌이나 청동으로 만들어진 더 영구적인 기념물로 대체될 수도 있다.
역사적 전투를 기념하는 또 다른 방법은 역사적 재현이다. 이러한 행사는 일반적으로 원래 전투 장소에서 열리지만, 만약 상황이 불편하다면, 재연자들은 완전히 다른 장소에서 전투를 재현할 수도 있다. 예를 들어, 1895년, 글로스터셔 엔지니어 자원봉사자들의 회원들은 18년 전, 아프리카의 로크 드리프트에서 그들의 유명한 스탠드를 재연했고, 영국의 첼트넘 윈터 가든에서 재연되었다. 최초의 문서화된 한국전쟁 재현행사는 1997년 3월 15일 인디애나주 노스버논에서 캐나다군과 북한군을 묘사한 20세기 전술연구그룹 회원들에 의해 개최되었다.

## 같이 보기
- 전장